# Вілерсбург (Огайо)
Вілерсбург (англ. Wheelersburg) — переписна місцевість (CDP) в США, в окрузі Сайото штату Огайо. Населення — 6531 особа (2020).

## Географія
Вілерсбург розташований за координатами 38°44′26″ пн. ш. 82°50′51″ зх. д. / 38.74056° пн. ш. 82.84750° зх. д. (38.740649, -82.847623).  За даними Бюро перепису населення США в 2010 році переписна місцевість мала площу 15,28 км², з яких 15,03 км² — суходіл та 0,24 км² — водойми.

## Демографія
Згідно з переписом 2010 року, у переписній місцевості мешкало 6437 осіб у 2679 домогосподарствах у складі 1796 родин. Густота населення становила 421 особа/км².  Було 2882 помешкання (189/км²).
Расовий склад населення:
| - 97,3 % — білих - 0,5 % — азіатів - 0,4 % — корінних американців - 0,3 % — чорних або афроамериканців |

До двох чи більше рас належало 1,2 %. Частка іспаномовних становила 0,9 % від усіх жителів.
За віковим діапазоном населення розподілялося таким чином: 22,6 % — особи молодші 18 років, 58,1 % — особи у віці 18—64 років, 19,3 % — особи у віці 65 років та старші. Медіана віку мешканця становила 41,1 року. На 100 осіб жіночої статі у переписній місцевості припадало 89,4 чоловіків;  на 100 жінок у віці від 18 років та старших — 85,1 чоловіків також старших 18 років.
Середній дохід на одне домашнє господарство  становив 67 497 доларів США (медіана — 53 646), а середній дохід на одну сім'ю — 85 052 долари (медіана — 76 557). Медіана доходів становила 51 069 доларів для чоловіків та 37 188 доларів для жінок. За межею бідності перебувало 10,7 % осіб, у тому числі 17,6 % дітей у віці до 18 років та 12,0 % осіб у віці 65 років та старших.
Цивільне працевлаштоване населення становило 3064 особи. Основні галузі зайнятості: освіта, охорона здоров'я та соціальна допомога — 28,6 %, мистецтво, розваги та відпочинок — 14,7 %, роздрібна торгівля — 14,6 %.